# Herbert, Horst und Heinz

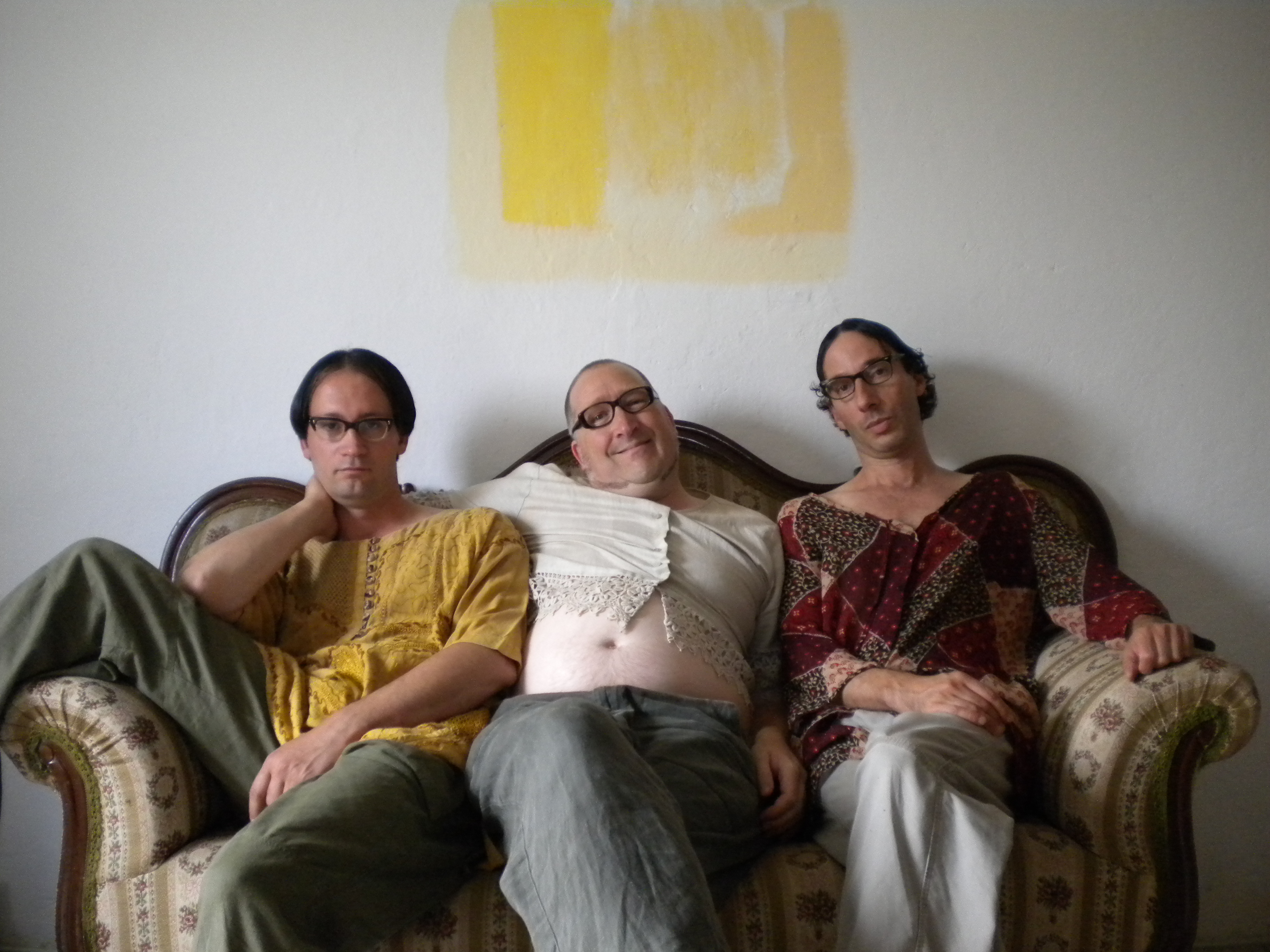
Herbert, Horst und Heinz

Herbert, Horst und Heinz sind ein deutsches Musikcomedy-Trio. Der Schwerpunkt liegt in der satirischen Musikdarbietung mit unterschiedlichen Instrumenten. Dreistimmiger Gesang mit Klavierbegleitung, Gitarren, Saxofone, Mundharmonikas, Blockflöten und Perkussionsinstrumente kommen zum Einsatz.
Die Kunstfiguren „Herbert, Horst und Heinz“ werden dargestellt durch Philipp Otto (Herbert), Simon van Parys (Horst) und Markus Schoenen (Heinz).

## Diskografie
- 2003 ...und drinnen pulst Lava pur... (Live in Dresden)
- 2005 Erwecke! Erwecke! Erwecke! – Herbert, Horst und Heinz erklären Wagner

## Preise
- 2001 Ostdeutscher Kabarettpreis (Cabinetpreis) in der Sparte Newcomer[1]
- 2002 Goldener Besen und Publikumspreis beim Stuttgarter Besen[2]
- 2003 Oelsnitzer Barhocker[3]